# Nancyport
Nancyport est la société d'exploitation du port fluvial de Frouard, à 8 km au nord de Nancy, dans le département de Meurthe-et-Moselle, en Lorraine.

## Présentation
Nancyport base son activité sur la Moselle canalisée. Elle exploite le port de Frouard, près de Nancy, et le port annexe de Toul. Elle est implantée au port de Frouard depuis 1973.
Le port de Frouard couvre une superficie d'environ 7 hectares. Situé non loin du terminal combiné de Champigneulles, il est équipé d'un portique de manutention « colis lourds » pouvant soulever jusqu'à 320 tonnes, d'un entrepôt de 6 500 m² et d'une surface de stockage de 30 000 m² en extérieur. Le port possède également 5 grues de 5 à 35 tonnes et dispose de 700 mètres de quai, 1,8 km de routes et 3 km de voies ferrées.
Le port de transit annexe de Toul est mis en service en 2010. Il possède une surface goudronnée et clôturée de 6 000 m² et un quai de 135 mètres.
Le trafic annuel de Nancyport est d'environ 2,3 millions de tonnes dont 1 million par voie fluviale.
La plate-forme conteneurs du port de Frouard est inaugurée le 9 octobre 2015. Sa capacité de traitement annuelle est de 10 000 UTI. Elle permet, en lien avec le terminal combiné de Champigneulles, de disposer d'une installation tri-modale fer-route-fluviale.

## Galerie

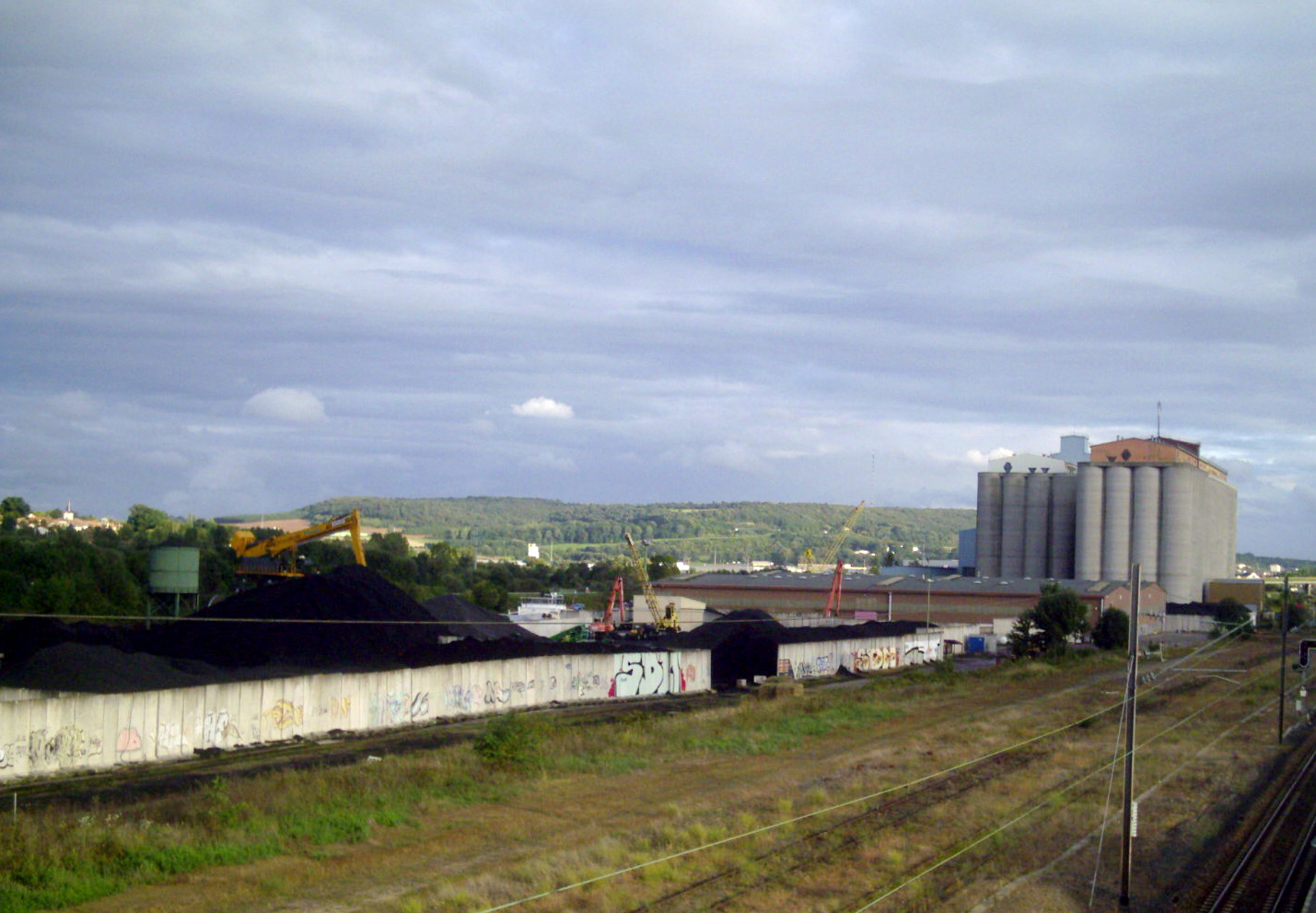
Vue sur une partie des installations de Nancyport à Frouard.
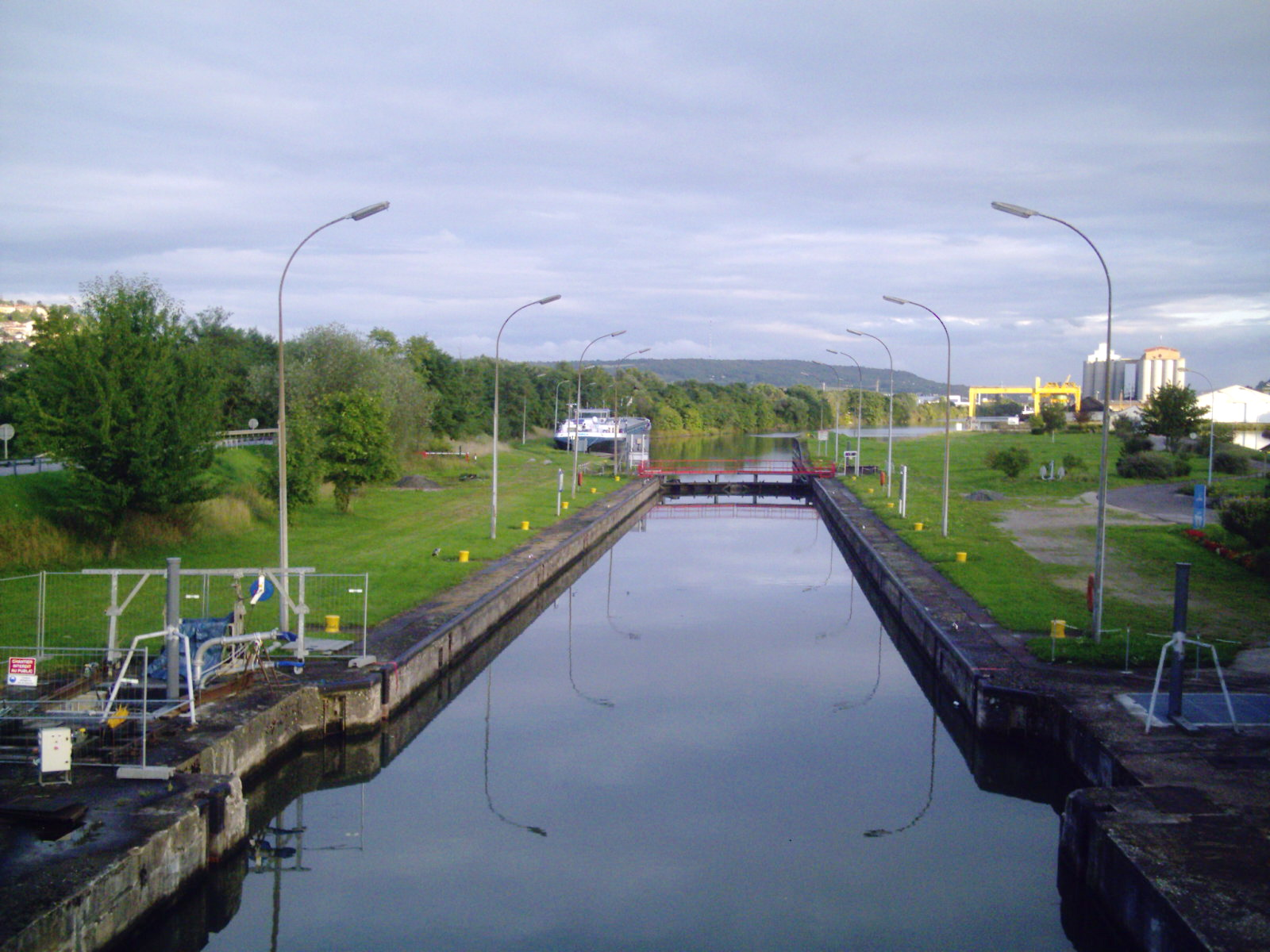
Écluse du port de Frouard, au fond à droite le portique à colis lourds.
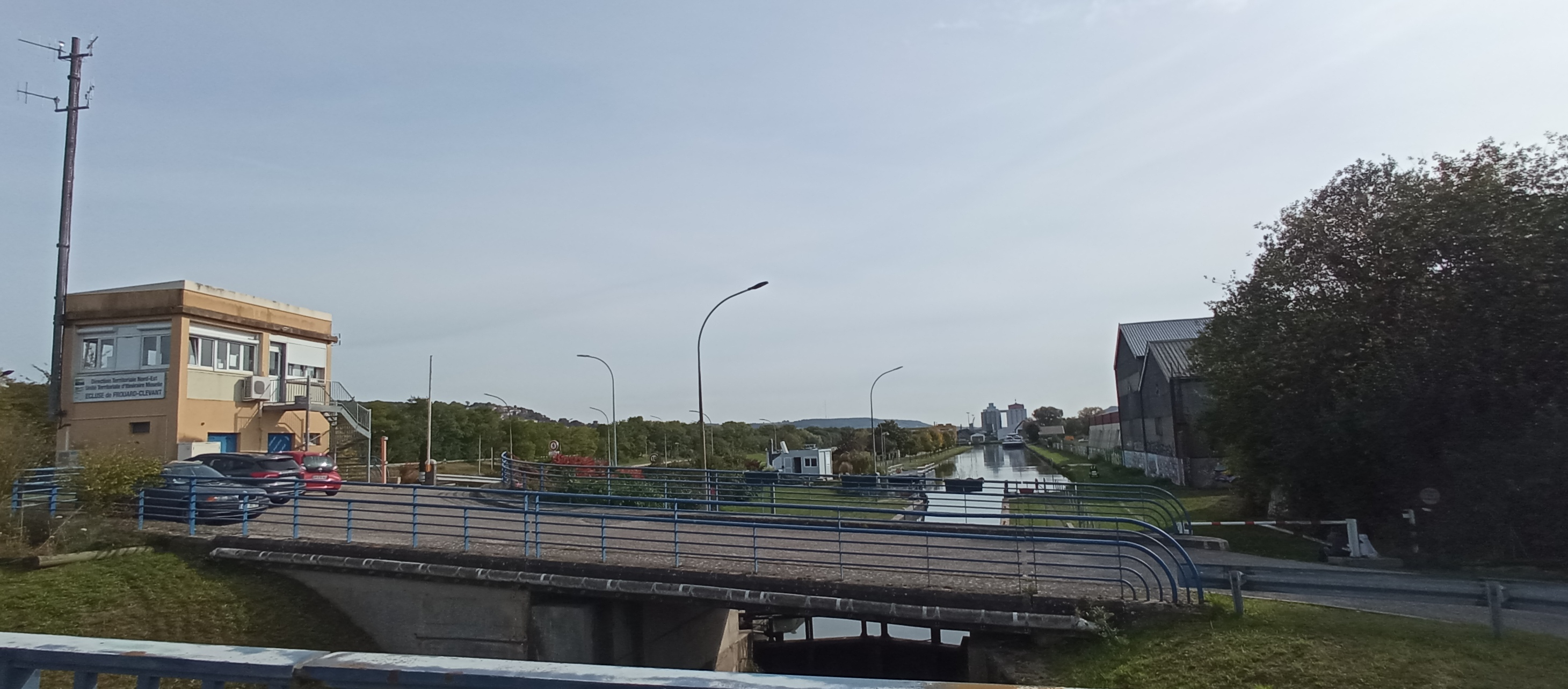
Vue sur l'Écluse frouard clevant.